# 청진기

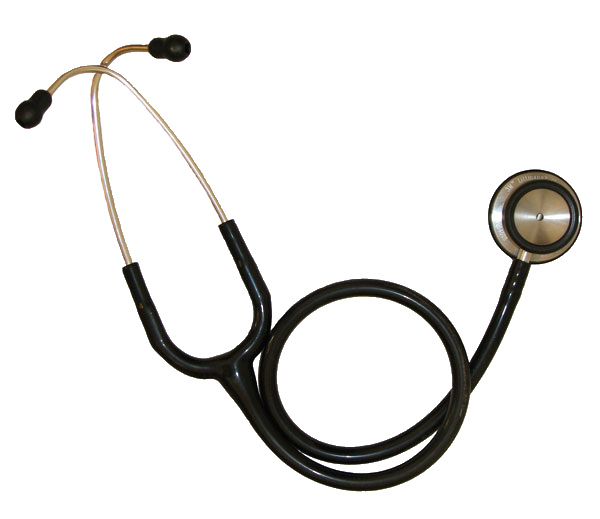
청진기

청진기 (聽診器, 영어: stethoscope)는 환자의 몸안에서 들리는 소리를 들어서 질병의 진단을 하는 데 사용하는 의료 기기이다. 내과에서 내장의 질병 여부를 진단할 때 주로 쓰인다.
1816년에 프랑스의 르네 라에네크가 어린이들이 하는 소리 듣기 놀이에서 암시를 얻어서 발명하였는데, 당시의 청진기는 둥근 원통으로 되어 있어서 한쪽 귀로만 들을 수 있고 진단할 수 있는 부위도 가슴, 복부 등 큰 부위로 한정되어 있었다.
오늘날 쓰이는 쌍이 청진기는 1854년에 미국의 카만이 발명하였다.

## 역사
청진기는 1816년 프랑스 파리의 네케르 앙팡 말라드(Necker-Enfants Malades) 병원의 르네 라에네크(René Laennec)에 의해 발명되었다. 그것은 나무 튜브로 구성되었으며 모노럴이었다. 라에네크는 여성의 심장 소리를 듣기 위해 여성의 가슴에 귀를 직접 대는 것이 불편했기 때문에 청진기를 발명했다. 그는 개인의 가슴과 귀 사이에 두루마리 종이를 놓으면 신체적 접촉 없이 심장 소리를 증폭시킬 수 있다는 것을 관찰했다. 라에네크의 장치는 보청기의 역사적 형태인 일반적인 귀 트럼펫(ear trumphet)과 유사했다. 실제로 그의 발명품은 구조와 기능 면에서 일반적으로 "마이크로폰"(microphone)이라고 불리는 트럼펫과 거의 구별할 수 없었다. 라에네크는 자신의 장치를 (청진기를 의미하는) "stethoscope"(stetho-+-scope, "chestscope")라고 불렀다. 이는 개인의 신체와 의사의 귀 사이에 있는 도구를 사용한 청진이기 때문이다. 모든 종류의 최초의 유연한 청진기는 1829년에 명확하게 설명되지 않은 연결 관절이 있는 양이 기구였을 수 있다. 1840년에 골딩 버드(Golding Bird)는 자신이 사용하던 청진기에 대해 설명했다. 유연한 튜브로. 버드는 그러한 청진기에 대한 설명을 처음으로 발표했지만 그의 논문에서 그가 뱀 귀 트럼펫(snake ear trumpet)으로 묘사한 초기 디자인(그는 거의 유용하지 않다고 생각함)의 이전 존재를 언급했다. 버드의 청진기에는 단일 이어피스(earpiece)가 있었다.

## 같이 보기
- 전성관